# Petra Frey

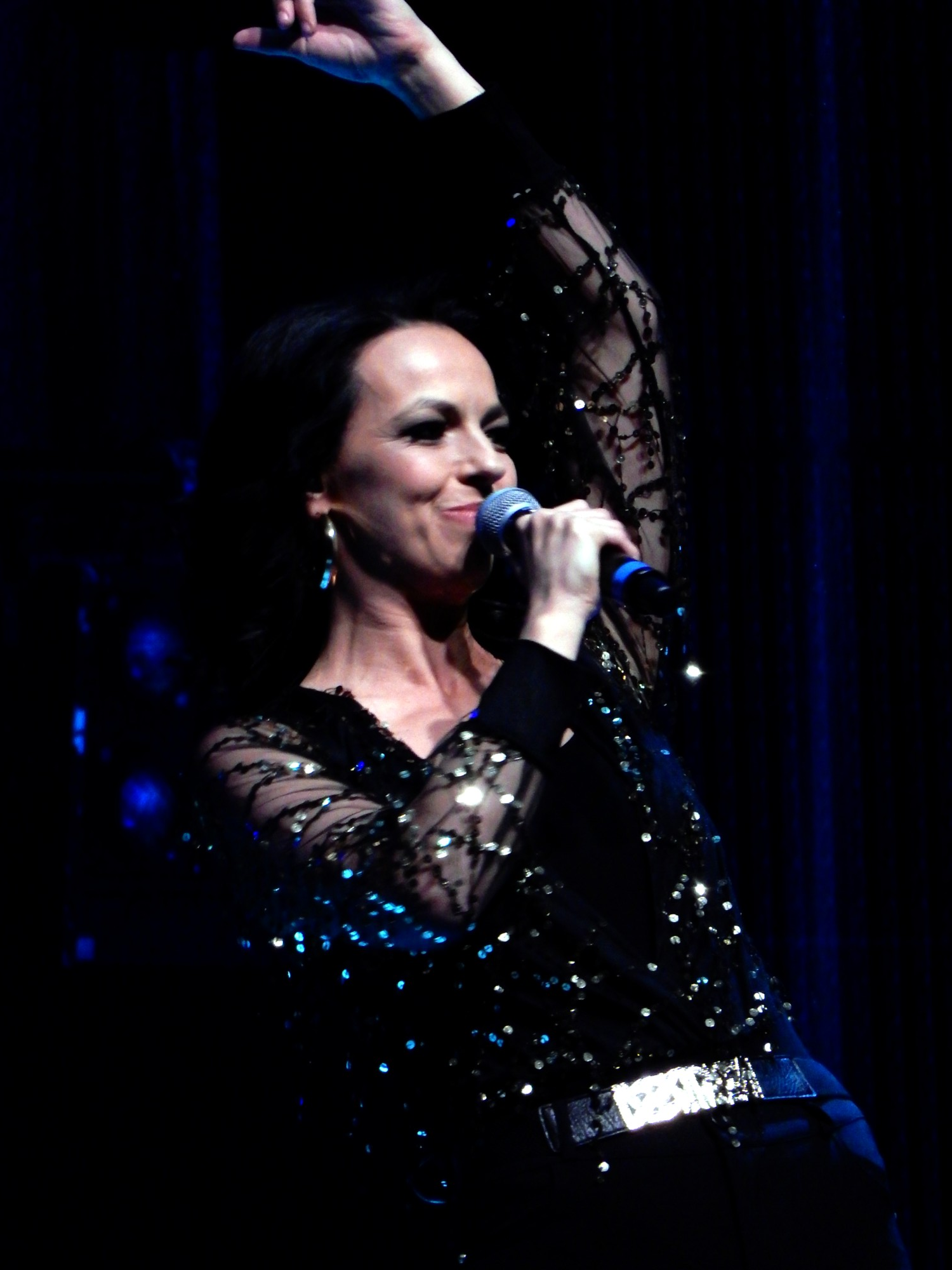
Petra Frey (2017)

Petra Frey (* 27. Juni 1978 in Innsbruck; bürgerlich Petra Kauch) ist eine österreichische Sängerin auf dem Gebiet des Schlagers und der volkstümlichen Musik.

## Leben
Frey erlernte nach der Schule zunächst den Beruf Hotelkauffrau. Mit 15 Jahren erschien ihre erste CD. 1994 nahm sie für Österreich am Eurovision Song Contest in Dublin teil. Mit ihrem Titel Für den Frieden der Welt, der von Brunner & Brunner komponiert wurde, belegte sie den 17. Platz. Dies war der Start ihrer Karriere als Sängerin.
1997 nahm Frey mit Sorry – tut mir leid bei den Deutschen Schlager-Festspielen teil und erreichte Platz 9. 2002 nahm sie zusammen mit Oliver Haidt für Österreich am Grand Prix der Volksmusik teil. Ihr Titel Trennen uns auch Meere kam auf Platz 11. 2003 nahm sie für ihr Land erneut an der Vorentscheidung zum Eurovision Song Contest teil und erreichte mit dem von Ralph Siegel und Bernd Meinunger geschriebenen Titel This Night Should Never End den zweiten Platz.
Petra Frey singt auch Duette, unter anderem mit Andy Borg, Andreas Fulterer und Andreas Winkler. 
2012 nahm sie an der österreichischen TV-Show Dancing Stars teil, wo sie gemeinsam mit Tanzpartner Vadim Garbuzov gewann.
Seit September 2014 ist sie Jurorin bei der Talent-Show Die große Chance. Von 2012 bis 2015 moderierte sie den Starnacht Countdown im ORF.
2016 kam ihre Tochter zur Welt.

## Diskografie

### Alben
| Jahr | Titel                     | Höchstplatzierung, Gesamtwochen, AuszeichnungChartsChartplatzierungen (Jahr, Titel, Platzierungen, Wochen, Auszeichnungen, Anmerkungen) | Anmerkungen |
| Jahr | Titel                     | AT | Anmerkungen |
| ---- | ------------------------- | --- | ----------- |
| 1995 | Hey Du                    | AT35 (2 Wo.)AT |             |
| 1996 | Liebst Du mich…           | AT39 (5 Wo.)AT |             |
| 1997 | Küß mich…                 | AT26 (6 Wo.)AT |             |
| 1999 | Heiß und kalt             | AT44 (2 Wo.)AT |             |
| 2001 | Geboren um Dich zu lieben | AT41 (5 Wo.)AT |             |
| 2003 | Meine Erfolge             | AT30 (6 Wo.)AT |             |
| 2011 | Einfach Frey              | AT43 (1 Wo.)AT |             |
| 2012 | Tanz mit mir              | AT60 (2 Wo.)AT |             |
| 2015 | Meilenweit                | AT21 (2 Wo.)AT |             |

#### Weitere Alben
- 1993: Bloß Träume im Kopf
- 2002: Das ist mein Leben
- 2004: Freyheiten
- 2007: Göttlich weiblich
- 2008: Selbstbewusst
- 2009: Feuer und Eis
- 2010: Meine Besten
- 2013: Stark genug
- 2016: My Star

### Singles
- 1993: Herz in Sicht
- 1993: Und wo bist Du
- 1994: Prinzessin Blue
- 1994: Für den Frieden der Welt
- 1994: Abgestürzt (in Deine Arme)
- 1994: Zusammen geh’n (Duett mit Andy Borg)
- 1995: Wenn nicht Du, wer denn dann
- 1995: Hey Du
- 1996: Liebst Du mich
- 1996: Wenn Du nicht wärst
- 1997: Junge Herzen
- 1997: Weil Du so zärtlich zu mir bist
- 1997: Inno d’Amore (Duett mit Andreas)
- 1998: Küß mich – lieb mich – halt mich fest
- 1998: Du kannst nur einmal lieben
- 1999: Heut’ Nacht schlägt mein Herz nur für Dich
- 1999: Pack den Sommer ein [nur Promo]
- 1999: Von Dir krieg’ ich niemals genug
- 2000: Titanic Teil II (Duett mit Oliver Haidt) [nur Promo]
- 2000: Gebor’n, um Dich zu lieben
- 2001: Weil Du mich liebst
- 2001: Corazón
- 2002: Lieb mich noch einmal
- 2002: Trennen uns auch Meere (Duett mit Oliver Haidt)
- 2002: Keiner kennt mich so wie Du [nur Promo]
- 2003: This Night Should Never End [nur Promo]
- 2003: Hey Amigo tanz mit mir [nur Promo]
- 2003: Canzone d’Amore (Duett mit Andreas Winkler)
- 2004: Versprich, was Du nicht halten kannst
- 2004: Such sie nicht in mir [nur Promo]
- 2005: Bleib noch eine Nacht bei mir [nur Promo]
- 2005: Große Träume brauchen Zeit [nur Promo]
- 2007: Fegefeuer
- 2007: Es riecht nach Sommer
- 2007: Flieg durch Raum und Zeit [nur Promo]
- 2007: Winterzauberzeit [nur Promo]
- 2008: Wer weiß…
- 2008: Ich mach die Ausnahme mit Dir [nur Promo]
- 2008: Solang die Welt sich dreht [nur Promo]
- 2009: Du bist Feuer und Eis
- 2009: Was ist schon dabei wenn wir träumen [nur Promo]
- 2010: Man kann es dreh’n und wenden [nur Promo]
- 2010: Der Sommer ist da [nur Promo]
- 2010: Lieben – Leben – Lachen [nur Promo]
- 2011: Rien ne va plus (Noch einmal…) [nur Promo]
- 2011: Solo tu [nur Promo]
- 2011: So wie noch nie [nur Promo]
- 2015: Meilenweit
- 2015: 1000 gute Gründe
- 2015: Das Beste
- 2016: Keiner ist wie Du
- 2018: Abenteuerland
- 2019: Ich wag es nochmal